# René Heitz
Pour les articles homonymes, voir Heitz.
René Heitz est un footballeur français, né le 7 mai 1925 à Altkirch et mort le 19 septembre 2016 à Sternenberg.

## Biographie
Évoluant au FC Mulhouse pendant la Deuxième guerre mondiale, il est rapidement considéré comme un prodige par Sepp Herberger qui lui dira « Tu es l’un des cinq meilleurs gardiens d’Europe ». Il ne s'engagera pas en équipe d'Allemagne.
En coupe d'Allemagne 1942, il arrête un pénalty face aux Kickers Offenbach. Le FCM se qualifie ainsi pour les huitièmes de finale. Néanmoins, une défaite à ce stade envoie Heitz au front russe.
René Heitz réussira pourtant à s'échapper de l'enfer ukrainien où il avait été envoyé.
Il est connu comme international français amateur, sélectionné pour la première fois face à l'Angleterre.
Après la guerre, il joue encore au FC Mulhouse, jusqu'en 1948, puis de 1954 à 1957. Il deviendra ensuite directeur sportif dans ce même club, de 1962 à 1967.

## Carrière
- 1934-1940 :  FC Mulhouse (équipes de jeunes)
- 1940-1941 :  RC Besançon
- 1941-1945 :  FC Mülhausen 1893
- 1945-1948 :  FC Mulhouse
- 1954-1957 :  FC Mulhouse

## Palmarès
- FC Mülhausen 1893
  - Champion de Gauliga Elsass : 1941, 1943, 1944

- FC Mulhouse
  - Champion de DH Alsace : 1947
  - Champion de CFA : 1954